# Großer Preis von Spanien 1990
Der Große Preis von Spanien 1990 (offiziell XXXI Gran Premio Tio Pepe de España) fand am 30. September auf dem Circuito Permanente de Jerez in Jerez de la Frontera statt und war das 14. Rennen der Formel-1-Weltmeisterschaft 1990.

## Berichte

### Hintergrund
Als Vertretung für den verletzten Alex Caffi kehrte Bernd Schneider noch ein letztes Mal in die Formel 1 zurück. Ansonsten traten dieselben Piloten, die am Wochenende zuvor den Großen Preis von Portugal bestritten hatten, auch zum letzten Europa-Rennen der Saison in Spanien an.
Während des Wochenendes äußerte sich Alain Prost mehrfach negativ über die Scuderia Ferrari, was zu Unmut im Team führte.
Mit Ayrton Senna (zweimal), Prost und Nigel Mansell (jeweils einmal) traten drei ehemalige Sieger zu diesem Grand Prix an.

### Training
Die Vorqualifikation am Freitagmorgen war derart früh angesetzt, dass zum Zeitpunkt der geplanten Durchführung noch Dunkelheit herrschte.
Während des Zeittrainings am Nachmittag schlug Martin Donnelly mit seinem Lotus 102 infolge eines Aufhängungsschadens derart heftig in die Streckenbegrenzung ein, dass die gesamte Front des Wagens bis zum Überrollbügel regelrecht zersplitterte. Donnelly lag mitsamt seiner Sitzschale regungslos auf der Strecke. Er wurde mit schwersten Beinverletzungen, die das Ende seiner Formel-1-Karriere bedeuteten, in ein Krankenhaus gebracht. Dass er den Unfall überlebte, wurde in einigen Medien als „Wunder von Jerez“ bezeichnet. Dass Senna zum 50. Mal in seiner Formel-1-Karriere die Pole-Position erreichte, war angesichts dieser Ereignisse von untergeordneter Bedeutung. Seine Rundenbestzeit lag um mehr als vier Zehntelsekunden unter der des zweitplatzierten Prost. Mansell und Jean Alesi bildeten die zweite Startreihe vor Gerhard Berger und Riccardo Patrese.

### Rennen
Während Senna vor Prost und Mansell in Führung ging, versuchte Berger, zwischen Alesi und Patrese hindurch den vierten Rang zu erreichen. Dies gelang ihm zwar, führte jedoch zu einem Dreher Alesis.
Während Prost und Mansell den Anschluss an den Führenden Senna halten konnten, geriet Berger, der mit einer relativ harten Reifenmischung gestartet war, unter Druck durch die ihm nachfolgenden Konkurrenten, die sich hinter ihm aufreihten. Darunter befanden sich beide Williams- sowie beide Benetton-Piloten.
Im Zuge der Boxenstopps gelang es Prost mit Unterstützung von Mansell, an Senna vorbeizuziehen. Nelson Piquet, der noch keinen Boxenstopp absolviert hatte, lag zu diesem Zeitpunkt in Führung. Durch einen Fahrfehler musste er allerdings bereits zwei Umläufe später Prost und Senna vorbeiziehen lassen. Danach lag er einige Runden auf dem dritten Platz, bevor er in Runde 41 ausschied. Etwa zur gleichen Zeit wurde Senna langsamer, sodass Mansell aufschließen konnte. Zwei Umläufe später musste der Brasilianer aufgeben. Später wurde festgestellt, dass der Kühler in Sennas Wagen durch ein Wrackteil beschädigt worden war, wodurch Flüssigkeit auf die Hinterreifen gelangte.
Prost und Mansell erreichten einen Doppelsieg für Ferrari. Alessandro Nannini belegte den dritten Platz vor Thierry Boutsen, Patrese und Aguri Suzuki, dessen Team Larrousse wie üblich aufgrund des nicht in Eigenproduktion hergestellten Chassis bei der Vergabe der Punkte für die Konstrukteurs-Weltmeisterschaft nicht berücksichtigt wurde.

## Meldeliste
| Team                        | Nr. | Fahrer             | Chassis            | Motor                     | Reifen |
| --------------------------- | --- | ------------------ | ------------------ | ------------------------- | ------ |
| Scuderia Ferrari SpA        | 01  | Alain Prost        | Ferrari 641        | Ferrari 036 3.5 V12       | G      |
| Scuderia Ferrari SpA        | 02  | Nigel Mansell      | Ferrari 641        | Ferrari 036 3.5 V12       | G      |
| Tyrrell Racing Organisation | 03  | Satoru Nakajima    | Tyrrell 019        | Ford Cosworth DFR 3.5 V8  | P      |
| Tyrrell Racing Organisation | 04  | Jean Alesi         | Tyrrell 019        | Ford Cosworth DFR 3.5 V8  | P      |
| Canon Williams Team         | 05  | Thierry Boutsen    | Williams FW13B     | Renault RS2 3.5 V10       | G      |
| Canon Williams Team         | 06  | Riccardo Patrese   | Williams FW13B     | Renault RS2 3.5 V10       | G      |
| Motor Racing Developments   | 07  | David Brabham      | Brabham BT59       | Judd EV 3.5 V8            | P      |
| Motor Racing Developments   | 08  | Stefano Modena     | Brabham BT59       | Judd EV 3.5 V8            | P      |
| Footwork Arrows Racing      | 09  | Michele Alboreto   | Arrows A11B        | Ford Cosworth DFR 3.5 V8  | G      |
| Footwork Arrows Racing      | 10  | Bernd Schneider    | Arrows A11B        | Ford Cosworth DFR 3.5 V8  | G      |
| Camel Team Lotus            | 11  | Derek Warwick      | Lotus 102          | Lamborghini 3512 3.5 V12  | G      |
| Camel Team Lotus            | 12  | Martin Donnelly    | Lotus 102          | Lamborghini 3512 3.5 V12  | G      |
| Fondmetal Osella            | 14  | Olivier Grouillard | Osella FA1ME       | Ford Cosworth DFR 3.5 V8  | P      |
| Leyton House Racing         | 15  | Maurício Gugelmin  | Leyton House CG901 | Judd EV 3.5 V8            | G      |
| Leyton House Racing         | 16  | Ivan Capelli       | Leyton House CG901 | Judd EV 3.5 V8            | G      |
| AGS Racing                  | 17  | Gabriele Tarquini  | AGS JH25           | Ford Cosworth DFR 3.5 V8  | G      |
| AGS Racing                  | 18  | Yannick Dalmas     | AGS JH25           | Ford Cosworth DFR 3.5 V8  | G      |
| Benetton Formula Ltd        | 19  | Alessandro Nannini | Benetton B190      | Ford Cosworth HBA4 3.5 V8 | G      |
| Benetton Formula Ltd        | 20  | Nelson Piquet      | Benetton B190      | Ford Cosworth HBA4 3.5 V8 | G      |
| BMS Scuderia Italia         | 21  | Emanuele Pirro     | Dallara 190        | Ford Cosworth DFR 3.5 V8  | P      |
| BMS Scuderia Italia         | 22  | Andrea de Cesaris  | Dallara 190        | Ford Cosworth DFR 3.5 V8  | P      |
| SCM Minardi Team            | 23  | Pierluigi Martini  | Minardi M190       | Ford Cosworth DFR 3.5 V8  | P      |
| SCM Minardi Team            | 24  | Paolo Barilla      | Minardi M190       | Ford Cosworth DFR 3.5 V8  | P      |
| Ligier Gitanes              | 25  | Nicola Larini      | Ligier JS33B       | Ford Cosworth DFR 3.5 V8  | G      |
| Ligier Gitanes              | 26  | Philippe Alliot    | Ligier JS33B       | Ford Cosworth DFR 3.5 V8  | G      |
| Honda Marlboro McLaren      | 27  | Ayrton Senna       | McLaren MP4/5B     | Honda RA100E 3.5 V10      | G      |
| Honda Marlboro McLaren      | 28  | Gerhard Berger     | McLaren MP4/5B     | Honda RA100E 3.5 V10      | G      |
| Espo Larrousse F1           | 29  | Éric Bernard       | Lola LC90          | Lamborghini 3512 3.5 V12  | G      |
| Espo Larrousse F1           | 30  | Aguri Suzuki       | Lola LC90          | Lamborghini 3512 3.5 V12  | G      |
| Coloni Racing               | 31  | Bertrand Gachot    | Coloni C3C         | Ford Cosworth DFR 3.5 V8  | P      |
| EuroBrun Racing             | 33  | Roberto Moreno     | EuroBrun ER189B    | Judd CV 3.5 V8            | P      |
| EuroBrun Racing             | 34  | Claudio Langes     | EuroBrun ER189B    | Judd CV 3.5 V8            | P      |
| Life Racing Engines         | 39  | Bruno Giacomelli   | Life L190          | Judd CV 3.5 V8            | G      |

## Klassifikationen

### Qualifying
| Pos. | Fahrer             | Konstrukteur      | Vorqualifikation | Vorqualifikation  | 1. Qualifikationstraining | 1. Qualifikationstraining | 2. Qualifikationstraining | 2. Qualifikationstraining | Start |
| Pos. | Fahrer             | Konstrukteur      | Zeit             | Ø-Geschwindigkeit | Zeit                      | Ø-Geschwindigkeit         | Zeit                      | Ø-Geschwindigkeit         | Start |
| ---- | ------------------ | ----------------- | ---------------- | ----------------- | ------------------------- | ------------------------- | ------------------------- | ------------------------- | ----- |
| 01   | Ayrton Senna       | McLaren-Honda     | –                | –                 | 1:18,900                  | 192,456 km/h              | 1:18,387                  | 193,716 km/h              | 01    |
| 02   | Alain Prost        | Ferrari           | –                | –                 | 1:20,026                  | 189,748 km/h              | 1:18,824                  | 192,642 km/h              | 02    |
| 03   | Nigel Mansell      | Ferrari           | –                | –                 | 1:21,005                  | 187,455 km/h              | 1:19,106                  | 191,955 km/h              | 03    |
| 04   | Jean Alesi         | Tyrrell-Ford      | –                | –                 | 1:19,923                  | 189,993 km/h              | 1:19,604                  | 190,754 km/h              | 04    |
| 05   | Gerhard Berger     | McLaren-Honda     | –                | –                 | 1:19,643                  | 190,661 km/h              | 1:19,618                  | 190,721 km/h              | 05    |
| 06   | Riccardo Patrese   | Williams-Renault  | –                | –                 | 1:20,562                  | 188,486 km/h              | 1:19,647                  | 190,651 km/h              | 06    |
| 07   | Thierry Boutsen    | Williams-Renault  | –                | –                 | 1:20,721                  | 188,115 km/h              | 1:19,689                  | 190,551 km/h              | 07    |
| 08   | Nelson Piquet      | Benetton-Ford     | –                | –                 | 1:21,111                  | 187,210 km/h              | 1:19,700                  | 190,524 km/h              | 08    |
| 09   | Alessandro Nannini | Benetton-Ford     | –                | –                 | 1:21,383                  | 186,584 km/h              | 1:20,367                  | 188,943 km/h              | 09    |
| 10   | Derek Warwick      | Lotus-Lamborghini | –                | –                 | 1:22,111                  | 184,930 km/h              | 1:20,610                  | 188,374 km/h              | 10    |
| 11   | Pierluigi Martini  | Minardi-Ford      | –                | –                 | 1:22,255                  | 184,606 km/h              | 1:21,060                  | 187,328 km/h              | 11    |
| 12   | Maurício Gugelmin  | Leyton House-Judd | –                | –                 | 1:23,019                  | 182,908 km/h              | 1:21,167                  | 187,081 km/h              | 12    |
| 13   | Philippe Alliot    | Ligier-Ford       | –                | –                 | 1:23,783                  | 181,240 km/h              | 1:21,170                  | 187,074 km/h              | 13    |
| 14   | Satoru Nakajima    | Tyrrell-Ford      | –                | –                 | 1:22,690                  | 183,635 km/h              | 1:21,215                  | 186,970 km/h              | 14    |
| 15   | Aguri Suzuki       | Lola-Lamborghini  | –                | –                 | 1:21,740                  | 185,770 km/h              | 1:21,244                  | 186,904 km/h              | 15    |
| 16   | Emanuele Pirro     | Dallara-Ford      | –                | –                 | 1:23,485                  | 181,887 km/h              | 1:21,277                  | 186,828 km/h              | 16    |
| 17   | Andrea de Cesaris  | Dallara-Ford      | –                | –                 | 1:22,953                  | 183,053 km/h              | 1:21,467                  | 186,392 km/h              | 17    |
| 18   | Éric Bernard       | Lola-Lamborghini  | –                | –                 | 1:22,403                  | 184,275 km/h              | 1:21,551                  | 186,200 km/h              | 18    |
| 19   | Ivan Capelli       | Leyton House-Judd | –                | –                 | 1:23,866                  | 181,060 km/h              | 1:21,910                  | 185,384 km/h              | 19    |
| 20   | Nicola Larini      | Ligier-Ford       | –                | –                 | 1:23,290                  | 182,312 km/h              | 1:21,996                  | 185,190 km/h              | 20    |
| 21   | Olivier Grouillard | Osella-Ford       | 1:22,708         | 183,595 km/h      | 1:24,784                  | 179,100 km/h              | 1:22,288                  | 184,532 km/h              | 21    |
| 22   | Gabriele Tarquini  | AGS-Ford          | 1:22,592         | 183,853 km/h      | 1:23,260                  | 182,378 km/h              | 1:22,466                  | 184,134 km/h              | 22    |
| 23   | Martin Donnelly    | Lotus-Lamborghini | –                | –                 | 1:22,659                  | 183,704 km/h              | –                         | –                         | DNS   |
| 24   | Yannick Dalmas     | AGS-Ford          | 1:22,470         | 184,125 km/h      | 1:23,249                  | 182,402 km/h              | 1:22,716                  | 183,578 km/h              | 23    |
| 25   | Stefano Modena     | Brabham-Judd      | –                | –                 | 1:23,641                  | 181,547 km/h              | 1:23,133                  | 182,657 km/h              | 24    |
| 26   | Michele Alboreto   | Arrows-Ford       | –                | –                 | 1:24,043                  | 180,679 km/h              | 1:23,161                  | 182,595 km/h              | 25    |
| DNQ  | David Brabham      | Brabham-Judd      | –                | –                 | 1:25,899                  | 176,775 km/h              | 1:23,163                  | 182,591 km/h              | –     |
| DNQ  | Paolo Barilla      | Minardi-Ford      | –                | –                 | 1:25,093                  | 178,449 km/h              | 1:23,274                  | 182,347 km/h              | –     |
| DNQ  | Bernd Schneider    | Arrows-Ford       | –                | –                 | 1:24,675                  | 179,330 km/h              | 1:23,924                  | 180,935 km/h              | –     |
| DNQ  | Bertrand Gachot    | Coloni-Ford       | 1:24,603         | 179,483 km/h      | 1:26,593                  | 175,358 km/h              | 1:25,114                  | 178,405 km/h              | –     |
| DNPQ | Roberto Moreno     | EuroBrun-Judd     | 1:24,621         | 179,445 km/h      | –                         | –                         | –                         | –                         | –     |
| DNPQ | Claudio Langes     | EuroBrun-Judd     | 1:25,736         | 177,111 km/h      | –                         | –                         | –                         | –                         | –     |
| DNPQ | Bruno Giacomelli   | Life-Judd         | 1:42,699         | 147,857 km/h      | –                         | –                         | –                         | –                         | –     |

### Rennen
| Pos. | Fahrer             | Konstrukteur      | Runden | Stopps | Zeit        | Start | Schnellste Runde |
| ---- | ------------------ | ----------------- | ------ | ------ | ----------- | ----- | ---------------- |
| 01   | Alain Prost        | Ferrari           | 73     | 2      | 1:48:01,461 | 02    | 1:25,177         |
| 02   | Nigel Mansell      | Ferrari           | 73     | 1      | + 22,064    | 03    | 1:26,957         |
| 03   | Alessandro Nannini | Benetton-Ford     | 73     | 1      | + 34,874    | 09    | 1:26,599         |
| 04   | Thierry Boutsen    | Williams-Renault  | 73     | 1      | + 43,296    | 07    | 1:27,206         |
| 05   | Riccardo Patrese   | Williams-Renault  | 73     | 2      | + 57,530    | 06    | 1:24,513         |
| 06   | Aguri Suzuki       | Lola-Lamborghini  | 73     | 1      | + 1:03,728  | 15    | 1:27,158         |
| 07   | Nicola Larini      | Ligier-Ford       | 72     | 2      | + 1 Runde   | 20    | 1:26,104         |
| 08   | Maurício Gugelmin  | Leyton House-Judd | 72     | 1      | + 1 Runde   | 12    | 1:26,773         |
| 09   | Yannick Dalmas     | AGS-Ford          | 72     | 2      | + 1 Runde   | 23    | 1:27,710         |
| 10   | Michele Alboreto   | Arrows-Ford       | 71     | 2      | + 2 Runden  | 25    | 1:28,712         |
| –    | Derek Warwick      | Lotus-Lamborghini | 63     | 2      | DNF         | 10    | 1:26,252         |
| –    | Ivan Capelli       | Leyton House-Judd | 59     | 0      | DNF         | 19    | 1:28,436         |
| –    | Gerhard Berger     | McLaren-Honda     | 56     | 2      | DNF         | 05    | 1:26,250         |
| –    | Ayrton Senna       | McLaren-Honda     | 53     | 2      | DNF         | 01    | 1:27,430         |
| –    | Nelson Piquet      | Benetton-Ford     | 47     | 2      | DNF         | 08    | 1:25,095         |
| –    | Andrea de Cesaris  | Dallara-Ford      | 47     | 2      | DNF         | 17    | 1:28,471         |
| –    | Olivier Grouillard | Osella-Ford       | 45     | 1      | DNF         | 21    | 1:29,692         |
| –    | Pierluigi Martini  | Minardi-Ford      | 41     | 2      | DNF         | 11    | 1:28,314         |
| –    | Philippe Alliot    | Ligier-Ford       | 22     | 0      | DNF         | 13    | 1:29,329         |
| –    | Éric Bernard       | Lola-Lamborghini  | 20     | 0      | DNF         | 18    | 1:29,296         |
| –    | Satoru Nakajima    | Tyrrell-Ford      | 13     | 0      | DNF         | 14    | 1:30,347         |
| –    | Gabriele Tarquini  | AGS-Ford          | 5      | 0      | DNF         | 22    | 1:31,062         |
| –    | Stefano Modena     | Brabham-Judd      | 5      | 0      | DNF         | 24    | 1:31,467         |
| –    | Jean Alesi         | Tyrrell-Ford      | 0      | 0      | DNF         | 04    | –                |
| –    | Emanuele Pirro     | Dallara-Ford      | 0      | 0      | DNF         | 16    | –                |

## WM-Stände nach dem Rennen
Die ersten sechs des Rennens bekamen 9, 6, 4, 3, 2 bzw. 1 Punkt(e). In der Fahrerwertung wurden die besten elf Resultate, in der Konstrukteurswertung alle Resultate gewertet.

### Fahrerwertung
| Pos. | Fahrer             | Konstrukteur      | Punkte |
| ---- | ------------------ | ----------------- | ------ |
| 01   | Ayrton Senna       | McLaren-Honda     | 78     |
| 02   | Alain Prost        | Ferrari           | 69     |
| 03   | Gerhard Berger     | McLaren-Honda     | 40     |
| 04   | Nigel Mansell      | Ferrari           | 31     |
| 05   | Thierry Boutsen    | Williams-Renault  | 30     |
| 06   | Nelson Piquet      | Benetton-Ford     | 26     |
| 07   | Alessandro Nannini | Benetton-Ford     | 21     |
| 08   | Riccardo Patrese   | Williams-Renault  | 19     |
| 09   | Jean Alesi         | Tyrrell-Ford      | 13     |
| 10   | Ivan Capelli       | Leyton House-Judd | 6      |
| 11   | Éric Bernard       | Lola-Lamborghini  | 5      |
| 12   | Derek Warwick      | Lotus-Lamborghini | 3      |
| 13   | Alex Caffi         | Arrows-Ford       | 2      |
| 14   | Stefano Modena     | Brabham-Judd      | 2      |
| 15   | Satoru Nakajima    | Tyrrell-Ford      | 2      |
| 16   | Aguri Suzuki       | Lola-Lamborghini  | 2      |
| 17   | Maurício Gugelmin  | Leyton House-Judd | 1      |

| Pos. | Fahrer             | Konstrukteur             | Punkte |
| ---- | ------------------ | ------------------------ | ------ |
| 18   | Martin Donnelly    | Lotus-Lamborghini        | 0      |
| 19   | Pierluigi Martini  | Minardi-Ford             | 0      |
| 20   | Nicola Larini      | Ligier-Ford              | 0      |
| 21   | Gregor Foitek      | Onyx-Ford / Brabham-Judd | 0      |
| 22   | Philippe Alliot    | Ligier-Ford              | 0      |
| 23   | Michele Alboreto   | Arrows-Ford              | 0      |
| 24   | Yannick Dalmas     | AGS-Ford                 | 0      |
| 25   | Emanuele Pirro     | Dallara-Ford             | 0      |
| 26   | Andrea de Cesaris  | Dallara-Ford             | 0      |
| 27   | Paolo Barilla      | Minardi-Ford             | 0      |
| 28   | JJ Lehto           | Onyx-Ford                | 0      |
| 29   | Bernd Schneider    | Arrows-Ford              | 0      |
| 30   | Roberto Moreno     | EuroBrun-Judd            | 0      |
| 31   | Olivier Grouillard | Osella-Ford              | 0      |
| 32   | Gabriele Tarquini  | AGS-Ford                 | 0      |
| 33   | Gianni Morbidelli  | Dallara-Ford             | 0      |
| 34   | David Brabham      | Brabham-Judd             | 0      |

### Konstrukteurswertung
| Pos. | Konstrukteur      | Punkte |
| ---- | ----------------- | ------ |
| 01   | McLaren-Honda     | 118    |
| 02   | Ferrari           | 100    |
| 03   | Williams-Renault  | 49     |
| 04   | Benetton-Ford     | 47     |
| 05   | Tyrrell-Ford      | 15     |
| 06   | Leyton House-Judd | 7      |
| 07   | Lola-Lamborghini  | 7      |
| 08   | Lotus-Lamborghini | 3      |
| 09   | Arrows-Ford       | 2      |

| Pos. | Konstrukteur  | Punkte |
| ---- | ------------- | ------ |
| 10   | Brabham-Judd  | 2      |
| 11   | Minardi-Ford  | 0      |
| 12   | Onyx-Ford     | 0      |
| 13   | Ligier-Ford   | 0      |
| 14   | Dallara-Ford  | 0      |
| 15   | EuroBrun-Judd | 0      |
| 16   | Osella-Ford   | 0      |
| 17   | AGS-Ford      | 0      |